# GSOAP Public License
La gSOAP Public License è una licenza applicata a gSOAP, una libreria di sviluppo software open source scritta in C/C++ da Robert A. van Engelen.
È basata sulla Mozilla Public License (MPL), da cui differisce per alcune sezioni eliminate (1.0.1, 2.1.c, 2.1.d, 2.2.c, 2.2.d, 8.2.b, 10 e 11), una sezione aggiunta (3.8) e alcune sezioni modificate (2.1.b, 2.2.b, 3.2, 3.5 e 3.6).
Questa licenza non è stata approvata né dalla Free Software Foundation come licenza per software libero, né dalla Open Source Initiative (OSI) come licenza open source e né dalle Debian Free Software Guidelines.